# Mark Vande Hei
Mark Thomas Vande Hei é um astronauta e coronel do Exército dos Estados Unidos, integrante das expedições 53, 54, 64, 65 e 66 à Estação Espacial Internacional.

## Carreira
Entrou para o Exército dos Estados Unidos em 1989 e tornou-se engenheiro de combate. Em 1999, após concluir sem mestrado, tornou-se professor-assistente de física da Academia Militar dos Estados Unidos. Serviu na Guerra do Iraque e retirou-se do exército em 2016 com o posto de coronel. Começou a trabalhar com a NASA em 2006, no Centro Espacial Lyndon B. Johnson em Houston, como parte do contingente militar na agência espacial. Ocupou a função de oficial de comunicação, o controlador de voo responsável pela comunicação com os astronautas no espaço. Em junho de 2009 ele foi selecionado para o curso de astronautas integrando o Grupo 20, formando-se em 2011. Em 2014 também serviu como aquanauta no  Projeto NEEMO 18, passando nove dias no  laboratório submarino Aquarius.
Foi ao espaço pela primeira vez em 12 de setembro de 2017, a bordo da nave russa Soyuz MS-06, para integrar a tripulação das Expedições 54 e 55 na ISS como engenheiro de voo. Durante a missão, Vande Hei fez duas caminhadas espaciais, para manutenção externa de equipamentos, com uma duração total de mais de 13 horas. Retornou à Terra em 27 de fevereiro de 2018, depois de cumprir 168 dias em órbita.
Vande Hei ficará cerca de um ano entre as expedições 64 e 67, onde ajudou na produção do filme dos participantes da Soyuz MS-19.